# Batna (provincie)
Batna (Arabisch: ولاية باتنة) is een provincie (wilaya) in het noordoosten van Algerije. De provinciehoofdstad heet eveneens Batna. De provincie is iets meer dan 12.000 vierkante kilometer groot en telde anno 2008 ruim 1,2 inwoners. Bij de volkstelling van 1987 telde de provincie nog 757.059 inwoners

## Grenzen
De provincie Batna ligt ingesloten tussen zes andere provincies van Algerije:
- Sétif ten noordwesten.
- Mila ten noorden.
- Oum el-Bouaghi ten noordoosten.
- Khenchela ten oosten.
- Biskra ten zuiden.
- M'Sila ten westen.

## Districten
De provincie Batna is onderverdeeld in 22 districten 61 gemeenten.
De districten zijn:
- Aïn Djasser
- Aïn Touta
- Arris
- Barika
- Batna
- Bouzina
- Chemora
- Djezzar
- El Madher
- Ichmoul
- Menaâ

- Merouana
- N'Gaous
- Ouled Salem
- Ouled Si Slimane
- Ras El Aioun
- Seggana
- Seriana
- T'Kout
- Tazoult
- Théniet El Abed
- Timgad

Adrar ·
Aïn Defla ·
Aïn Témouchent ·
Algiers ·
Annaba ·
Batna ·
Béchar ·
Béjaïa ·
Biskra ·
Blida ·
Bordj Bou Arréridj ·
Bouira ·
Boumerdès ·
Chlef ·
Constantine ·
Djelfa ·
El Bayadh ·
El Oued ·
El Tarf ·
Ghardaïa ·
Guelma ·
Illizi ·
Jijel ·
Khenchela ·
Laghouat ·
Médéa ·
Mila ·
Mostaganem ·
M'Sila ·
Mascara ·
Naama ·
Oran ·
Ouargla ·
Oum el-Bouaghi ·
Relizane ·
Saïda ·
Sétif ·
Sidi-bel-Abbès ·
Skikda ·
Souk Ahras ·
Tamanrasset ·
Tébessa ·
Tiaret ·
Tindouf ·
Tipaza ·
Tissemsilt ·
Tizi Ouzou ·
Tlemcen